# Spelredskap
Spelredskap är fysiska föremål som används i spel. Något/några av dem behövs i de flesta spel och lekar men undantag finns, till exempel tjugo frågor och kurragömma.
- Bräde (spelplanen i brädspel)
- Spelfigur (i många bräd- och sällskapsspel)
- Spelpjäs
- Tärning (i många bräd- och sällskapsspel)
- Spelmarker (poker m.m.)
- Spelkort (i kortspel plus en del sällskapsspel)
- I utomhusspel och -lekar förekommer till exempel bollar, käglor, olika klubbor som till exempel bandyklubba, golfklubba, ishockeyklubba, lacrosseklubba och så vidare.
- För datorspel behövs en dator/spelkonsol och tv/bildskärm. Handkontroller/Joystick är vanligt liksom mus/tangentbord.